# Clinostomum marginatum
Clinostomum marginatum är en plattmaskart. Clinostomum marginatum ingår i släktet Clinostomum och familjen Clinostomatidae. Inga underarter finns listade i Catalogue of Life.

## Bildgalleri